# Lijst van voetbalinterlands Kaaimaneilanden - Saint Vincent en de Grenadines
Deze lijst van voetbalinterlands is een overzicht van alle officiële voetbalwedstrijden tussen de nationale teams van de Kaaimaneilanden en Saint Vincent en de Grenadines. De landen speelden tot op heden drie keer tegen elkaar. De eerste ontmoeting, een groepswedstrijd tijdens de Caribbean Cup 1995, werd gespeeld in George Town op 25 juli 1995. Het laatste duel, een kwalificatiewedstrijd voor de Caribbean Cup 2005, vond plaats op 28 november  2004 in Kingstown.

## Wedstrijden
| № | Plaats         | Datum            | Competitie                       | Wedstrijd                             | Uitslag |
| - | -------------- | ---------------- | -------------------------------- | ------------------------------------- | ------- |
| 1 | George Town    | 25 juli 1995     | Caribbean Cup 1995               | Kaaimaneil. – St. Vincent en de Gren. | 2 – 2   |
| 2 | Fort-de-France | 6 april 2001     | Carribbean Cup 2001 kwalificatie | St. Vincent en de Gren. – Kaaimaneil. | 1 – 1   |
| 3 | Kingstown      | 28 november 2004 | Caribbean Cup 2005 kwalificatie  | St. Vincent en de Gren. − Kaaimaneil. | 4 − 0   |

## Samenvatting
| Competitie          | Totaal gespeeld | Winst Kaaimaneil. | Gelijk | Winst St. Vincent en de Gren. | Doelsaldo Kaaimaneil. – St. Vincent en de Gren. |
| ------------------- | --------------- | ----------------- | ------ | ----------------------------- | ----------------------------------------------- |
| Caribbean Cup       | 1               | 0                 | 1      | 0                             | 2 − 2                                           |
| Caribbean Cup-kwal. | 2               | 0                 | 1      | 1                             | 1 − 5                                           |
| Totaal              | 3               | 0                 | 2      | 1                             | 3 − 7                                           |

Wedstrijden bepaald door strafschoppen worden, in lijn met de FIFA, als een gelijkspel gerekend.
CIFA · A-internationals · Olympisch elftal · Kaaimaneilands vrouwenelftal
Amerikaanse Maagdeneilanden ·
Anguilla ·
Antigua en Barbuda ·
Aruba ·
Bahama's ·
Barbados ·
Belize ·
Bermuda ·
Britse Maagdeneilanden ·
Canada ·
Cuba ·
Dominicaanse Republiek ·
El Salvador · 
Grenada ·
Guyana ·
Haïti ·
Jamaica ·
Moldavië ·
Montserrat ·
Nederlandse Antillen ·
Nicaragua ·
Puerto Rico ·
Saint Kitts en Nevis ·
Saint Lucia ·
Saint Vincent en de Grenadines ·
Suriname ·
Trinidad en Tobago ·
Turks- en Caicoseilanden ·
Verenigde Staten
SVGFF · A-internationals · Vrouwenelftal van Saint Vincent en de Grenadines
Amerikaanse Maagdeneilanden ·
Anguilla ·
Antigua en Barbuda ·
Aruba ·
Bahama's ·
Barbados ·
Belize ·
Bermuda ·
Britse Maagdeneilanden ·
Canada ·
Costa Rica ·
Cuba ·
Curaçao ·
Dominica ·
Dominicaanse Republiek ·
El Salvador · 
Grenada ·
Guatemala ·
Guyana ·
Haïti ·
Honduras ·
Jamaica ·
Kaaimaneilanden ·
Mexico ·
Montserrat ·
Nederlandse Antillen ·
Nicaragua ·
Puerto Rico ·
Saint Kitts en Nevis ·
Saint Lucia ·
Suriname ·
Trinidad en Tobago ·
Turks- en Caicoseilanden ·
Verenigde Staten